# La Réception
Pour plus de détails, voir Fiche technique et Distribution.
La Réception est un film québécois réalisé par Robert Morin, sorti en 1989.

## Synopsis
Comme la plupart des films de Morin, il s'agit d'un film cru. Le scénario est inspiré de celui des Dix petits nègres d'Agatha Christie. Au lieu de statuettes de petits nègres en plâtre, Morin emploie des grenouilles en caoutchouc.
Le film est tourné avec caméra à l'épaule par Morin lui-même, le scénario voulant que l'un des invités de la réception soit un cadreur venu pour filmer l'événement.
Très vite, on se rend compte que les gens en place ont tous fait de la prison pour crimes de diverse nature et qu'ils sont réunis là afin de « s'attendre au pire ». Ce qui rend le film véridique est que les acteurs eux-mêmes sont réellement d'anciens prisonniers, l'histoire qu'ils racontent est vraiment la leur.
Tout le film est improvisé. Morin a tenu à aborder différents thèmes en proposant des canevas et en dirigeant quelque peu les discussions et les disparitions des invités. On remarque qu'il s'y installe rapidement une hiérarchie, que des clans se forment comme dans une prison.
Film à très petit budget, tourné en 1989, il est intéressant et permet de voir le vrai visage des choses vécues par les prisonniers.

## Fiche technique
- Réalisation : Robert Morin
- Scénario : Robert Morin

- Production : Lorraine Dufour

- Assistantes à la réalisation : Nathalie Deraspe, Lorraine Dufour
- Éclairage : Colette Loumède
- Montage : Lorraine Dufour

- Photographie : Robert Morin

- Prise de son : Marcel Chouinard
- Date de sortie : 27 novembre 1989 (Québec)

## Distribution
- Carole Dalcourt
- Anne Rousseau
- Antoine Zarzaour
- Madeleine Ainey